# Francisco Pérez-Dolz
Francisco Pérez-Dolz Riba (Madrid, 20 de septiembre de 1922-Barcelona, 10 de abril de 2017), conocido por sus allegados como Paco, fue un cineasta español, reconocido profesor de la Escuela Superior de Cine y Audiovisuales de Cataluña. Dentro del mundo del cine realizó todo tipo de labores, entre ellas las de guionista, productor y director, e incluso hizo algunas apariciones como actor.

## Biografía
Aunque Paco Pérez-Dolz nació en Madrid, su familia ya se trasladó a Barcelona cuando tenía unos cinco años. Tenía tres hermanas (Carmen, Irene y María Pilar) y sus padres eran el artista y músico Francisco Pérez Dolz, originario de Castellón (1887-1958), e Irene Riba Rodríguez, nacida en Cambrils.
Empezando desde cero y principalmente de modo autodidacta, toda su vida se dedicó al cine.
Escribió el guion para la primera película rodada en catalán, durante el franquismo: En Baldiri de la costa (1968), de Josep María Font y protagonizada por Joan Capri.
Después de dirigir sus largometrajes se dedicó sobre todo a la publicidad y al cine industrial.

## Filmografía (como director)
- 1956. Lecciones de cinematografía, cortometraje didáctico.
- 1963. A tiro limpio, protagonizada por José Suárez y considerada uno de los clásicos del cine policíaco español.
- 1963. El mujeriego, protagonizada por Cassen.
- 1965. Los jueces de la Biblia (Gedeón y Sansón), codirigida junto al director italiano Marcello Baldi

## Premios y reconocimientos
- 2014. Miembro de honor de la Academia del cine catalán